# Kolektyw Sztuki Socjologicznej
Kolektyw Sztuki Socjologicznej (Collectif d'Art Sociologique) – grupa artystyczna założona w 1974 przez Hervé Fischera, Jeana Paula Thenota i Freda Foresta. Działalność grupy była reakcją na brak zainteresowania konceptualizmu dla socjologiczno-politycznych wymiarów sztuki, miała za cel naświetlenie realnych, społecznych funkcji sztuki, oraz zakwestionowanie utrwalonych o niej mitów. Jak pisze Fischer Socjologiczna analiza sztuki umożliwia zachowanie niezbędnego dystansu wobec indywidualnej twórczości stanowiącej dla innych pułapkę, a przez to – demistyfikację tego typu produkcji.[...] Problem sprowadzał się zatem do przejścia od pojęć z zakresu socjologii sztuki, wykorzystywanych w środowiskach akademickich dla krytycznych analiz twórczości artystycznej, do rzeczywistej praktyki zgodnej z tą teorią.
Członkowie grupy jako bezpośrednie impulsy do swojej działalności podają oprócz konceptualizmu również sztukę kontestacyjną lat 60.
Samo pojęcie sztuki socjologicznej powstało w 1971.

## Wybrane realizacje grupy
- Sto odczytań Marcela Duchampa, Jean Paul Thénot, 1974
- realizacja na XXXVII Biennale Weneckim, 1976
- Artystyczny metr kwadratowy
- Metr kwadratowy nieartystyczny, Fred Forest, 1977